# Unione Sportiva Lecce 2020-2021
Questa voce raccoglie le informazioni riguardanti l'Unione Sportiva Lecce nelle competizioni ufficiali della stagione 2020-2021.

## Stagione
Dopo una stagione in Serie A, il Lecce torna nel torneo cadetto ed affida il ruolo di direttore sportivo al rientrante Pantaleo Corvino, che rimpiazza Mauro Meluso, passato allo Spezia e, a seguito della burrascosa separazione con Fabio Liverani, ingaggia il tecnico Eugenio Corini.
L'esordio stagionale avviene il 26 settembre, in occasione della partita di campionato pareggiata a reti bianche in casa contro il Pordenone. Dopo un pari e una vittoria, al terzo turno di campionato i giallorossi subiscono la prima sconfitta stagionale, in trasferta. Seguono nove risultati utili di fila (tra cui quattro vittorie consecutive), seconda migliore striscia di partite utili del Lecce in Serie B, ma le successive due sconfitte consecutive conducono i giallorossi fuori dai primi posti della graduatoria. Con cinque risultati utili di fila, la squadra salentina chiude il girone d'andata al settimo posto in graduatoria. Nel girone di ritorno i giallorossi ottengono solo due punti nelle prime tre giornate, scivolando all'ottavo posto alla ventunesima giornata, ma da quel momento inanellano una serie di risultati utili che la conducono prima al terzo e poi al secondo posto in solitaria alla trentesima giornata. Alla trentaduesima giornata, battendo in trasferta il Pisa, il Lecce ottiene la sesta vittoria consecutiva nel campionato cadetto, impresa senza precedenti nella storia del club. Da quel momento la squadra incappa, tuttavia, in una crisi di risultati, raccogliendo solo tre punti nelle successive quattro partite e scivolando al quarto posto della graduatoria. Mantenuta, pur con altre battute d'arresto, la posizione sino alla fine della stagione regolare, il Lecce è ammesso alle semifinali dei play-off per la promozione in Serie A, dove affronta il Venezia. Dopo la sconfitta per 1-0 nella partita d'andata in trasferta, i giallorossi pareggiano per 1-1 in casa: un calcio di rigore fallito a dieci minuti dal termine dell'incontro da Marco Mancosu sancirà l'eliminazione dei salentini.

## Divise e sponsor
Come sponsor tecnico per la stagione 2020-2021 è confermato il marchio M908, autoprodotto. La società Links Management and Technology, operante nel settore della consulenza ICT, è invece il main sponsor.
| Casa | Trasferta | Terza maglia |

## Organigramma societario
ORGANI DI AMMINISTRAZIONE E CONTROLLO
Consiglio di amministrazione
- Presidente: Saverio Sticchi Damiani
- Vicepresidenti: Alessandro Adamo e Corrado Liguori
- Amministratori: Dario Carofalo, Silvia Carofalo, Salvatore De Vitis, Paola Del Brocco, Maria Rosaria Olive, Alessandro Onorato

Collegio sindacale
- Presidente: Giuseppe Tamborrino
- Sindaci effettivi: Lauretana Fasano, Domenico Massimo Mangiameli
- Sindaci supplenti: Giuseppe Quarta, Giovanni Santoro

Management
- Direttore generale: Giuseppe Mercadante
- Direttore amministrazione, finanza e controllo: Chiara Carrozzo
- Responsabile area legale: Domenico Zinnari
- Responsabile dell'area Tecnica: Pantaleo Corvino
- Team manager: Claudio Vino
- Direttore settore giovanile: Gennaro Delvecchio
- Segretario sportivo: Rosario Imparato
- Segretario settore Giovanile: Gianluca De Pascalis
- Responsabile biglietteria e vice delegato sicurezza: Angelica De Mitri
- Delegato sicurezza e stadium manager: Donato Provenzano
- Responsabile comunicazione: Andrea Ferrante
- Responsabile marketing: Andrea Micati
- Amministrazione: Alessandro Tondi
- Slo: Giovanni Apollonio
- Fotografo ufficiale: Marco Lezzi

STAFF TECNICO
- Allenatore: Eugenio Corini
- Allenatore in seconda: Salvatore Lanna
- Collaboratori tecnici: Stefano Olivieri
- Preparatori dei portieri: Luigi Sassanelli
- Preparatori atletici: Salvatore Sciuto, Giovanni De Luca
- Match analyst: Matteo Camoni
- Osservatore: Vincenzo Leonardi
- Medici sociali: Giuseppe Congedo, Francesco Marti, Antonio Tondo
- Massofisioterapista: Francesco Soda
- Massofisioterapista/Osteopata: Graziano Fiorita
- Fisioterapista: Marco Camassa
- Osteopata: Stefano Carrisi
- Nutrizionista: Mirco Spedicato
- Responsabile magazziniere: Giovanni Fasano
- Magazziniere: Pasquale Quarta

## Rosa
Ruoli e numerazione, tratti dal sito web ufficiale della società, aggiornati al 4 febbraio 2021.
| N. |                               | Ruolo | Calciatore               |
| -- | ----------------------------- | ----- | ------------------------ |
| 1  | Italia (bandiera)             | P     | Marco Bleve              |
| 2  | Italia (bandiera)             | D     | Christian Maggio         |
| 4  | Italia (bandiera)             | C     | Jacopo Petriccione       |
| 4  | Italia (bandiera)             | D     | Fabio Pisacane           |
| 5  | Italia (bandiera)             | D     | Fabio Lucioni            |
| 6  | Italia (bandiera)             | D     | Biagio Meccariello       |
| 7  | Italia (bandiera)             | A     | Luca Paganini            |
| 8  | Italia (bandiera)             | C     | Marco Mancosu (capitano) |
| 9  | Italia (bandiera)             | A     | Massimo Coda             |
| 10 | Italia (bandiera)             | A     | Filippo Falco            |
| 10 | Turchia (bandiera)            | A     | Güven Yalçın             |
| 11 | Italia (bandiera)             | D     | Claud Adjapong           |
| 12 | Romania (bandiera)            | P     | Alexandru Borbei         |
| 13 | Italia (bandiera)             | D     | Luca Rossettini          |
| 14 | Polonia (bandiera)            | A     | Mariusz Stępiński        |
| 15 | Italia (bandiera)             | D     | Ilario Monterisi         |
| 16 | Macedonia del Nord (bandiera) | C     | Boban Nikolov            |
| 17 | Albania (bandiera)            | D     | Kastriot Dermaku         |

| N. |                               | Ruolo | Calciatore            |
| -- | ----------------------------- | ----- | --------------------- |
| 18 | Italia (bandiera)             | D     | Roberto Pierno        |
| 19 | Polonia (bandiera)            | C     | Marcin Listkowski     |
| 20 | Italia (bandiera)             | A     | Stefano Pettinari     |
| 21 | Brasile (bandiera)            | P     | Gabriel               |
| 22 | Italia (bandiera)             | P     | Mauro Vigorito        |
| 23 | Svezia (bandiera)             | C     | John Björkengren      |
| 24 | Macedonia del Nord (bandiera) | D     | Leonard Žuta          |
| 25 | Italia (bandiera)             | D     | Antonino Gallo        |
| 26 | Lituania (bandiera)           | A     | Edgaras Dubickas      |
| 27 | Italia (bandiera)             | D     | Marco Calderoni       |
| 32 | Italia (bandiera)             | A     | Simone Lo Faso        |
| 34 | Italia (bandiera)             | C     | Sergio Maselli        |
| 37 | Slovenia (bandiera)           | C     | Žan Majer             |
| 42 | Danimarca (bandiera)          | C     | Morten Hjulmand       |
| 53 | Scozia (bandiera)             | C     | Liam Henderson        |
| 75 | Italia (bandiera)             | A     | Mattia Felici         |
| 77 | Grecia (bandiera)             | C     | Panagiōtīs Tachtsidīs |
| 99 | Spagna (bandiera)             | A     | Pablo Rodríguez       |

## Calciomercato[18]
Persi per fine prestito alcuni protagonisti dell'annata precedente in Serie A come Gianluca Lapadula, Khouma El Babacar, Antonín Barák, Riccardo Saponara, e Diego Farias, oltre allo svincolato Giulio Donati, il Lecce cede Andrea Rispoli e, a stagione da poco iniziata, anche Jacopo Petriccione. Il club giallorosso si assicura, invece, le prestazioni degli svincolati Massimo Coda, attaccante, e Luca Paganini, centrocampista, e ingaggia il giovane centrocampista polacco Marcin Listkowski, il centrocampista scozzese Liam Henderson, il difensore svedese naturalizzato macedone Leonard Žuta e il difensore Claud Adjapong dal Sassuolo. Preleva poi dal Real Madrid il giovane Pablo Rodríguez, dal Verona il polacco Mariusz Stępiński e dal Falkenberg lo svedese John Björkengren, per poi chiudere il calciomercato con l'ingaggio del difensore albanese Kastriot Dermaku e dell'attaccante Stefano Pettinari, di ritorno dopo lo svincolo dal Trapani.
Nella sessione invernale il club ingaggia a titolo definitivo i difensori Fabio Pisacane e Christian Maggio, i centrocampisti Morten Hjulmand e Boban Nikolov e l'attaccante Güven Yalçın. Sul fronte delle cessioni, lasciano il club Filippo Falco, e Simone Lo Faso a titolo definitivo e, in prestito, Roberto Pierno e Edgaras Dubickas.

### Sessione estiva(dall'1/9 al 5/10)
Dati aggiornati al 13 ottobre 2020.
| Acquisti         | Acquisti          | Acquisti                  | Acquisti                         |
| R.               | Nome              | da                        | Modalità                         |
| ---------------- | ----------------- | ------------------------- | -------------------------------- |
| P                | Marco Bleve       | Catanzaro                 | fine prestito                    |
| P                | Alexandru Borbei  | ASU Politehnica Timișoara | definitivo                       |
| D                | Claud Adjapong    | Sassuolo                  | prestito con diritto di riscatto |
| D                | Kastriot Dermaku  | Parma                     | prestito                         |
| D                | Antonino Gallo    | Virtus Francavilla        | fine prestito                    |
| D                | Roberto Pierno    | Bitonto                   | fine prestito                    |
| D                | Leonard Žuta      | Häcken                    | definitivo                       |
| C                | John Björkengren  | Falkenberg                | definitivo                       |
| C                | Liam Henderson    | Verona                    | definitivo                       |
| C                | Marcin Listkowski | Pogoń Stettino            | definitivo                       |
| A                | Massimo Coda      | Benevento                 | svincolato                       |
| A                | Edgaras Dubickas  | Gubbio                    | fine prestito                    |
| A                | Mattia Felici     | Palermo                   | fine prestito                    |
| A                | Simone Lo Faso    | Cesena                    | fine prestito                    |
| A                | Luca Paganini     | Frosinone                 | svincolato                       |
| A                | Stefano Pettinari | Trapani                   | fine prestito                    |
| A                | Pablo Rodríguez   | Real Madrid               | definitivo                       |
| A                | Mariusz Stępiński | Verona                    | prestito con diritto di riscatto |
| Altre operazioni |                   |                           |                                  |
| R.               | Nome              | da                        | Modalità                         |
| P                | Joakim Milli      | Nardò                     | fine prestito                    |
| D                | Romario Benzar    | Perugia                   | fine prestito                    |
| D                | Luka Dumančić     | Gozzano                   | fine prestito                    |
| D                | Davide Riccardi   | Venezia                   | fine prestito                    |
| C                | Radoslav Conev    | Monopoli                  | fine prestito                    |
| A                | Andrea Saraniti   | L.R. Vicenza              | fine prestito                    |

| Cessioni         | Cessioni           | Cessioni          | Cessioni                         |
| R.               | Nome               | a                 | Modalità                         |
| ---------------- | ------------------ | ----------------- | -------------------------------- |
| D                | Cristian Dell'Orco | Sassuolo          | fine prestito                    |
| D                | Giulio Donati      | Monza             | svincolato                       |
| D                | Nehuén Paz         | Bologna           | fine prestito                    |
| D                | Andrea Rispoli     | Crotone           | definitivo                       |
| D                | Brayan Vera        | Cosenza           | prestito                         |
| C                | Antonín Barák      | Udinese           | fine prestito                    |
| C                | Alessandro Deiola  | Cagliari          | fine prestito                    |
| C                | Jacopo Petriccione | Crotone           | definitivo                       |
| C                | Jevhen Šachov      | AEK Atene         | definitivo                       |
| C                | Riccardo Saponara  | Fiorentina        | fine prestito                    |
| A                | Khouma El Babacar  | Sassuolo          | fine prestito                    |
| A                | Diego Farias       | Cagliari          | fine prestito                    |
| A                | Gianluca Lapadula  | Genoa             | fine prestito                    |
| Altre operazioni |                    |                   |                                  |
| R.               | Nome               | a                 | Modalità                         |
| P                | Joakim Milli       | Nardò             | prestito                         |
| D                | Romario Benzar     | Viitorul Costanza | prestito con diritto di riscatto |
| D                | Luka Dumančić      |                   | svincolato                       |
| D                | Davide Riccardi    | Catanzaro         | prestito                         |
| C                | Radoslav Conev     | Levski Sofia      | definitivo                       |
| A                | Andrea La Mantia   | Empoli            | riscatto del cartellino          |
| A                | Andrea Saraniti    | Palermo           | definitivo                       |
| A                | Gabriele Gallo     | Nardò             | prestito                         |
| A                | Salvatore Rimoli   | Monopoli          | definitivo                       |

### Sessione invernale(dal 2/1 al 31/1)
Dati aggiornati al 1º febbraio 2021.
| Acquisti | Acquisti         | Acquisti         | Acquisti                         |
| R.       | Nome             | da               | Modalità                         |
| -------- | ---------------- | ---------------- | -------------------------------- |
| D        | Christian Maggio | svincolato       | definitivo                       |
| D        | Fabio Pisacane   | Cagliari         | definitivo                       |
| C        | Morten Hjulmand  | Admira Wacker M. | definitivo                       |
| C        | Boban Nikolov    | Fehérvár         | definitivo                       |
| A        | Güven Yalçın     | Beşiktaş         | prestito con diritto di riscatto |

| Cessioni | Cessioni         | Cessioni       | Cessioni                |
| R.       | Nome             | a              | Modalità                |
| -------- | ---------------- | -------------- | ----------------------- |
| D        | Luca Rossettini  | Padova         | definitivo              |
| D        | Roberto Pierno   | Catanzaro      | prestito                |
| A        | Filippo Falco    | Stella Rossa   | definitivo              |
| A        | Simone Lo Faso   | svincolato     | rescissione consensuale |
| A        | Edgaras Dubickas | Livorno        | prestito                |
| D        | Silvio Colella   | Bitonto        | prestito                |
| D        | Andrea Medico    | Manzanese      | prestito                |
| D        | Nicola Semeraro  | FC Francavilla | prestito                |

## Risultati

### Serie B

#### Girone di andata
| Lecce 26 settembre 2020, ore 14:00 CEST 1ª giornata | Lecce        | 0 – 0 referto | Pordenone | Stadio Via del mare\| Arbitro: \| Giua (Olbia) \| |
| Arbitro:                                            | Giua (Olbia) |               |           |                                                   |

| Arbitro: | Ros (Pordenone) |

|  |           |                              |
|  | Marcatori | 54’Mar. Mancosu 66’Henderson |

| Arbitro: | Di Martino (Teramo) |

|                      |           |  |
| Ndoj 9’, 67’ Ayé 90’ | Marcatori |  |

| Arbitro: | Paterna (Teramo) |

|                      |           |                          |
| Dermaku 47’ Coda 64’ | Marcatori | 30’ Gaetano 33’ Valzania |

| Arbitro: | Aureliano (Bologna) |

|             |           |          |
| Gliozzi 56’ | Marcatori | 12’ Coda |

| Arbitro: | Amabile (Vicenza) |

|                             |           |             |
| Stępiński 13’, 75’ Coda 50’ | Marcatori | 67’ Maistro |

| Arbitro: | Rapuano (Rimini) |

|                |           |                                                                            |
| G. De Luca 49’ | Marcatori | 37’ Coda 66’ Henderson 58’ (rig.) Mar. Mancosu 66’ Paganini 90+3’Stępiński |

| Arbitro: | Maggioni (Lecco) |

|                                                                    |           |            |
| Coda 4’, 20’, 50’ Tachtsidīs 37’ Falco 69’ Majer 75’ Calderoni 84’ | Marcatori | 58’ Rozzio |

| Arbitro: | Sozza (Seregno) |

|               |           |                           |
| Garritano 22’ | Marcatori | 20’ Stępiński 90+3’ Falco |

| Arbitro: | Abbattista (Bari) |

|                           |           |                |
| Mar. Mancosu 20’ Coda 77’ | Marcatori | 35’, 41’ Forte |

| Arbitro: | Ghersini (Genova) |

|                               |           |                                     |
| Adjapong 44’ Mar. Mancosu 60’ | Marcatori | 15’ (rig.) Parzyszek 89’ Novakovich |

| Arbitro: | Chiffi (Padova) |

|             |           |                         |
| Capezzi 11’ | Marcatori | 53’ (rig.) Mar. Mancosu |

| Arbitro: | Sacchi (Macerata) |

|  |           |                                   |
|  | Marcatori | 2’ Soddimo 17’ Gucher 68’ Sibilli |

| Arbitro: | Doveri (Roma) |

|               |           |  |
| Strefezza 79’ | Marcatori |  |

| Arbitro: | Paterna (Teramo) |

|                                |           |             |
| Mar. Mancosu 69’ Rodríguez 72’ | Marcatori | 15’ Marotta |

| Arbitro: | Piccinini (Forlì) |

|                            |           |               |
| Ogunseye 8’ Tavernelli 64’ | Marcatori | 18’, 45’ Coda |

| Lecce 4 gennaio 2021, ore 16:00 CEST 17ª giornata | Lecce              | 0 – 0 referto | Monza | Stadio Via del mare\| Arbitro: \| Marinelli (Tivoli) \| |
| Arbitro:                                          | Marinelli (Tivoli) |               |       |                                                         |

| Arbitro: | Volpi (Arezzo) |

|  |           |               |
|  | Marcatori | 28’ Stępiński |

| Arbitro: | Pasqua (Tivoli) |

|                                |           |                        |
| Mar. Mancosu 78’ Rodríguez 90’ | Marcatori | 33’ Haas 47’ La Mantia |

#### Girone di ritorno
| Arbitro: | Massa (Imperia) |

|              |           |          |
| Musiolik 20’ | Marcatori | 14’ Coda |

| Arbitro: | Marchetti (Ostia Lido) |

|               |           |                  |
| Stępiński 23’ | Marcatori | 28’, 56’ Dionisi |

| Arbitro: | Calvarese (Teramo) |

|                                  |           |                      |
| P. Rodríguez 46’ Björkengren 58’ | Marcatori | 75’ Bisoli 90+3’ Ayé |

| Arbitro: | Guida (Torre Annunziata) |

|            |           |                                         |
| Gaetano 7’ | Marcatori | 30’ (aut.) Castagnetti 54’ P. Rodríguez |

| Arbitro: | Giua (Olbia) |

|                                                         |           |            |
| Coda 12’ (rig.) Mar. Mancosu 77’ (rig.) Meccariello 85’ | Marcatori | 8’ Gliozzi |

| Arbitro: | Robilotta (Sala Consilina) |

|                 |           |            |
| Busellato 90+1’ | Marcatori | 18’ Maggio |

| Lecce 2 marzo 2021, ore 19:00 CEST 26ª giornata | Lecce                | 0 – 0 referto | Virtus Entella | Stadio Via del mare\| Arbitro: \| Meraviglia (Pistoia) \| |
| Arbitro:                                        | Meraviglia (Pistoia) |               |                |                                                           |

| Arbitro: | Santoro (Messina) |

|  |           |                                            |
|  | Marcatori | 15 rig.’ (32) Coda 29’ Majer 82’ Stępiński |

| Arbitro: | Aureliano (Bologna) |

|                                       |           |                   |
| Maggio 9’ Coda 25’, 38’ Pettinari 42’ | Marcatori | 22’ Obi 53’ Mogoș |

| Arbitro: | Ayroldi (Molfetta) |

|                                |           |                                    |
| Lucioni 45+1’ (aut.) Maleh 57’ | Marcatori | 11’ Pettinari 50’, 71’ (rig.) Coda |

| Arbitro: | Dionisi (L'Aquila) |

|  |           |                                |
|  | Marcatori | 53’, 69’ Coda 85’ P. Rodríguez |

| Arbitro: | Chiffi (Padova) |

|                          |           |  |
| Pettinari 44’ Maggio 72’ | Marcatori |  |

| Arbitro: | Marinelli (Tivoli) |

|  |           |                 |
|  | Marcatori | 76’ (rig.) Coda |

| Arbitro: | Manganiello (Pinerolo) |

|           |           |                      |
| Majer 23’ | Marcatori | 13’ Valoti 54’ Okoli |

| Arbitro: | Giua (Olbia) |

|            |           |                             |
| Jallow 63’ | Marcatori | 50’ Pettinari 67’ Henderson |

| Arbitro: | Serra (Torino) |

|          |           |                                    |
| Coda 27’ | Marcatori | 18’ D'Urso 47’ Rosafio 90+1’ Proia |

| Arbitro: | Mariani (Aprilia) |

|              |           |  |
| Barberis 41’ | Marcatori |  |

| Arbitro: | Guida (Torre Annunziata) |

|                    |           |                          |
| Stępiński 14’, 16’ | Marcatori | 7’ Edera 27’ A. Montalto |

| Arbitro: | Aureliano (Bologna) |

|                         |           |                  |
| La Mantia 51’ Matos 68’ | Marcatori | 24’ P. Rodríguez |

#### Play-off
| Arbitro: | Marini (Roma) |

|           |           |  |
| Forte 47’ | Marcatori |  |

| Arbitro: | Irrati (Pistoia) |

|               |           |                    |
| Pettinari 65’ | Marcatori | 45+3’ (rig.) Aramu |

### Coppa Italia
| Arbitro: | Robilotta (Sala Consilina) |

|                            |           |  |
| Henderson 69’ Dubickas 88’ | Marcatori |  |

| Arbitro: | Piccinini (Forlì) |

|                                    |           |               |
| Lyanco 39’ Verdi 109’ (rig.), 112’ | Marcatori | 22’ Stępiński |

## Statistiche
Statistiche aggiornate al 10 maggio 2021.

### Statistiche di squadra
| Competizione | Punti | In casa | In casa | In casa | In casa | In casa | In casa | In trasferta | In trasferta | In trasferta | In trasferta | In trasferta | In trasferta | Totale | Totale | Totale | Totale | Totale | Totale | DR |
| Competizione | Punti | G       | V       | N       | P       | Gf      | Gs      | G            | V            | N            | P            | Gf           | Gs           | G      | V      | N      | P      | Gf     | Gs     | DR |
| ------------ | ----- | ------- | ------- | ------- | ------- | ------- | ------- | ------------ | ------------ | ------------ | ------------ | ------------ | ------------ | ------ | ------ | ------ | ------ | ------ | ------ | -- |
| Serie B      | 58    | 19      | 6       | 9       | 4       | 36      | 28      | 19           | 10           | 5            | 4            | 32           | 19           | 38     | 16     | 14     | 8      | 68     | 47     | 21 |
| Coppa Italia | -     | 1       | 1       | 0       | 0       | 2       | 0       | 1            | 0            | 0            | 1            | 1            | 3            | 2      | 1      | 0      | 1      | 3      | 3      | 0  |
| Totale       | -     | 20      | 7       | 9       | 4       | 38      | 28      | 20           | 10           | 5            | 5            | 33           | 22           | 40     | 17     | 14     | 9      | 71     | 50     | 21 |

### Andamento in campionato
| Giornata  | 1  | 2 | 3 | 4 | 5 | 6 | 7 | 8 | 9 | 10 | 11 | 12 | 13 | 14 | 15 | 16 | 17 | 18 | 19 | 20 | 21 | 22 | 23 | 24 | 25 | 26 | 27 | 28 | 29 | 30 | 31 | 32 | 33 | 34 | 35 | 36 | 37 | 38 |
| --------- | -- | - | - | - | - | - | - | - | - | -- | -- | -- | -- | -- | -- | -- | -- | -- | -- | -- | -- | -- | -- | -- | -- | -- | -- | -- | -- | -- | -- | -- | -- | -- | -- | -- | -- | -- |
| Luogo     | C  | T | T | C | T | C | T | C | T | C  | C  | T  | C  | T  | C  | T  | C  | T  | C  | T  | C  | C  | T  | C  | T  | C  | T  | C  | T  | T  | C  | T  | C  | T  | C  | T  | C  | T  |
| Risultato | N  | V | P | N | N | V | V | V | V | N  | N  | N  | P  | P  | V  | N  | N  | V  | N  | N  | P  | N  | V  | V  | N  | N  | V  | V  | V  | V  | V  | V  | P  | V  | P  | P  | N  | P  |
| Posizione | 12 | 6 | 9 | 8 | 9 | 8 | 4 | 2 | 2 | 3  | 4  | 5  | 5  | 8  | 8  | 7  | 7  | 7  | 7  | 7  | 8  | 8  | 8  | 7  | 7  | 7  | 5  | 4  | 3  | 2  | 2  | 2  | 2  | 2  | 2  | 4  | 4  | 4  |

Fonte:  Classifiche, su legab.it.
Legenda:

Luogo: C = Casa; T = Trasferta. Risultato: V = Vittoria; N = Pareggio; P = Sconfitta.

### Statistiche dei giocatori
Per ogni calciatore si indicano le presenze da titolare + le presenze da subentrante.

In corsivo i giocatori ceduti a stagione in corso.
| Giocatore      | Serie B  | Serie B | Serie B     | Serie B    | Coppa Italia | Coppa Italia | Coppa Italia | Coppa Italia | Totale   | Totale | Totale      | Totale     |
| Giocatore      | Presenze | Reti    | Ammonizioni | Espulsioni | Presenze     | Reti         | Ammonizioni  | Espulsioni   | Presenze | Reti   | Ammonizioni | Espulsioni |
| -------------- | -------- | ------- | ----------- | ---------- | ------------ | ------------ | ------------ | ------------ | -------- | ------ | ----------- | ---------- |
| C. Adjapong    | 18+1     | 1       | 1           | 0          | 2            | 0            | 0            | 0            | 21       | 1      | 1           | 0          |
| J. Björkengren | 20+5     | 1       | 2           | 0          | 1            | 0            | 1            | 0            | 26       | 1      | 3           | 0          |
| M. Bleve       | 0        | 0       | 0           | 0          | 1            | 0            | 0            | 0            | 1        | 0      | 0           | 0          |
| A. Borbei      | 0        | 0       | 0           | 0          | 0            | 0            | 0            | 0            | 0        | 0      | 0           | 0          |
| M. Calderoni   | 10+5     | 1       | 3           | 0          | 2            | 0            | 0            | 0            | 17       | 1      | 3           | 0          |
| M. Coda        | 33+3     | 22      | 5           | 1          | 1+1          | 0            | 0            | 0            | 38       | 22     | 5           | 1          |
| K. Dermaku     | 7+4      | 1       | 1           | 0          | 0            | 0            | 0            | 0            | 11       | 1      | 1           | 0          |
| E. Dubickas    | 0+4      | 0       | 0           | 0          | 0+1          | 1            | 0            | 0            | 5        | 1      | 0           | 0          |
| F. Falco       | 3+7      | 2       | 1           | 0          | 0+1          | 0            | 0            | 0            | 11       | 2      | 1           | 0          |
| M. Felici      | 0        | 0       | 0           | 0          | 0            | 0            | 0            | 0            | 0        | 0      | 0           | 0          |
| Gabriel        | 38       | -47     | 1           | 0          | 0            | 0            | 0            | 0            | 38       | -47    | 1           | 0          |
| A. Gallo       | 15+4     | 0       | 1           | 0          | 0            | 0            | 0            | 0            | 19       | 0      | 1           | 0          |
| L. Henderson   | 31+7     | 3       | 4           | 0          | 2            | 1            | 1            | 0            | 40       | 4      | 5           | 0          |
| M. Hjulmand    | 17+2     | 0       | 8           | 0          | 0            | 0            | 0            | 0            | 19       | 0      | 8           | 0          |
| M. Listkowski  | 7+9      | 0       | 3           | 0          | 0+1          | 0            | 0            | 0            | 17       | 0      | 3           | 0          |
| S. Lo Faso     | 0+1      | 0       | 0           | 0          | 1+1          | 0            | 0            | 0            | 3        | 0      | 0           | 0          |
| F. Lucioni     | 36+1     | 0       | 8           | 0          | 2            | 0            | 1            | 0            | 39       | 0      | 9           | 0          |
| C. Maggio      | 17       | 3       | 3           | 0          | 0            | 0            | 1            | 0            | 17       | 3      | 4           | 0          |
| Ž. Majer       | 22+14    | 3       | 5           | 0          | 1            | 0            | 0            | 0            | 37       | 3      | 5           | 0          |
| G. Mancarella  | 0        | 0       | 0           | 0          | 0            | 0            | 0            | 0            | 0        | 0      | 0           | 0          |
| M. Mancosu     | 21+9     | 8       | 3           | 0          | 1            | 0            | 0            | 0            | 31       | 8      | 3           | 0          |
| S. Maselli     | 0+6      | 0       | 0           | 0          | 1            | 0            | 1            | 0            | 7        | 0      | 1           | 0          |
| B. Meccariello | 26+6     | 1       | 5           | 0          | 0+1          | 0            | 0            | 0            | 33       | 1      | 5           | 0          |
| J. Milli       | 0        | 0       | 0           | 0          | 0            | 0            | 0            | 0            | 0        | 0      | 0           | 0          |
| I. Monterisi   | 0        | 0       | 0           | 0          | 0            | 0            | 0            | 0            | 0        | 0      | 0           | 0          |
| B. Nikolov     | 3+10     | 0       | 5           | 0          | 0            | 0            | 0            | 0            | 13       | 0      | 5           | 0          |
| S. Oltremarini | 0        | 0       | 0           | 0          | 0            | 0            | 0            | 0            | 0        | 0      | 0           | 0          |
| L. Paganini    | 11+9     | 1       | 2           | 0          | 0+1          | 0            | 0            | 0            | 21       | 1      | 2           | 0          |
| J. Petriccione | 2        | 0       | 1           | 0          | 1            | 0            | 0            | 0            | 3        | 0      | 1           | 0          |
| S. Pettinari   | 10+13    | 4       | 1           | 0          | 1            | 0            | 0            | 0            | 24       | 4      | 1           | 0          |
| R. Pierno      | 0+1      | 0       | 0           | 0          | 0            | 0            | 0            | 0            | 1        | 0      | 0           | 0          |
| F. Pisacane    | 7+3      | 0       | 3           | 0          | 0            | 0            | 0            | 0            | 10       | 0      | 3           | 0          |
| P. Rodriguez   | 6+12     | 6       | 4           | 0          | 0            | 0            | 0            | 0            | 18       | 6      | 4           | 0          |
| L. Rossettini  | 0        | 0       | 0           | 1          | 2            | 0            | 0            | 0            | 2        | 0      | 0           | 1          |
| M. Stępiński   | 21+10    | 9       | 2           | 0          | 1            | 1            | 0            | 0            | 32       | 10     | 2           | 0          |
| P. Tachtsidīs  | 21+5     | 2       | 7           | 0          | 0+1          | 0            | 0            | 0            | 27       | 2      | 7           | 0          |
| B. Vera        | 0        | 0       | 0           | 0          | 0            | 0            | 0            | 0            | 0        | 0      | 0           | 0          |
| M. Vigorito    | 0        | 0       | 0           | 0          | 1            | -3           | 0            | 0            | 1        | -3     | 0           | 0          |
| G. Yalçın      | 0+10     | 0       | 1           | 0          | 0            | 0            | 0            | 0            | 10       | 0      | 1           | 0          |
| L. Žuta        | 17+6     | 0       | 1           | 0          | 1+1          | 0            | 0            | 0            | 25       | 0      | 1           | 0          |

## Giovanili

### Organigramma
Staff tecnico
- Primavera
  - Allenatore: Vito Grieco
  - Allenatore in seconda: Luca Salvalaggio
  - Collaboratore tecnico: Ernesto Chevantón[49]
  - Preparatore atletico:  Paolo Traficante
  - Preparatore dei portieri: Roberto Vergallo
  - Dirigente accompagnatore - Giuseppe Nucci
- Under 17
  - Allenatore - Primo Maragliulo
  - Allenatore in seconda - Riccardo Personè
  - Preparatore atletico - Giammarco Maldarella
  - Preparatore portieri - Francesco Garzilli
  - Dirigente accompagnatore - Massimiliano Dell’Anna
- Under 16
  - Allenatore - Simone Schipa
  - Allenatore in seconda  - Antonio Manni
  - Preparatore atletico - Raffaele Tumolo
  - Preparatore portieri - Diego Zaccardi
  - Dirigente accompagnatore - Marco Geusa
- Under 15
  - Allenatore - Vincenzo Mazzeo
  - Allenatore in seconda  - Fabio Marrocco
  - Preparatore atletico - Paolo Fontò
  - Preparatore portieri - Giampaolo Luperto
  - Dirigente accompagnatore - Giampiero Tundo